# 讓-馬里·勒龐
让·路易·马里·勒庞（Jean Louis Marie Le Pen, 發音：[ʒɑ̃ lwi maʁi lə pɛn]；1928年6月20日—2025年1月7日），通稱让-马里·勒庞，俗称老勒庞，法国政治人物，1972年創立极右翼政黨民族阵线，曾多次参选法国总统，并于2002年进入第二轮法国总统选举。

## 生平
勒龐出生在法國布列塔尼地区的一个海邊小鎮，父親是一名漁夫，1942年父親的漁船誤觸英軍水雷炸毁身亡，勒庞在青少年時因此成為孤兒。1947年進入巴黎大學學習法律。
1953年，勒庞加入法国外籍兵团第一伞兵团，并参加印度支那戰爭、第二次中东战争、阿尔及利亚战争。在阿尔及利亚战争期间，勒庞曾多次对于阿尔及利亚民族解放阵线被俘成员施以酷刑折磨。这一事实最早在1962年被历史学家皮埃尔·维达尔-纳凯揭露于世，并在此后被多份媒体调查、幸存者证言和历史学研究著作所支持。2002年，《世界报》披露了一把被遗忘在酷刑现场、刻有勒庞姓氏的希特勒青年团军刀的存在，这把军刀在次年被作为证物在勒庞起诉世界报的庭审中展示，最终勒庞败诉。
1972年，勒龐与前纳粹党卫军军官皮埃尔·布斯凯共同建立了自己的政黨——民族阵线，成为法国极右翼的主力，並擔任黨魁至2011年。在勒朋主政期間，民族阵线主張大幅限制移民進入法國，尤其是非洲及穆斯林移民进入法国，並反对欧洲联盟和歐元，提倡貿易保護主義，以利保护国内经济发展和民众就业。內政上，民族陣線反对堕胎、同性婚姻、安樂死，要求整頓治安、維持法律與秩序、恢復死刑等。
勒龐自1974年開始即多次參選法國總統，除1981年法国总统選舉因沒有取得足夠連署未能成為候選人外，1988年、1995年、2002年、2007年的法國總統選舉他都有參與。1995年法国总统選舉中，勒龐得到了15%的选票，雖然沒有當選，但他的得票排名第三，已經使法国和欧洲民众大感惊奇及恐慌。2002年法國總統選舉，他在首轮选举中击败了選前呼声很高的時任法国总理、左派社會黨的利昂内尔·若斯潘，進入了第二輪投票，更是震惊整个舆论界，左派發動示威抗議他的政黨，並把選票投給他的政敵、右派共和聯盟的時任總統席哈克。席哈克最終以絕對優勢擊敗成功連任。2007年法國總統選舉，勒龐五度參選，在左派社會黨的塞格琳·羅雅爾與右派人民運動聯盟的尼古拉·薩爾科齊和中間派民主黨的弗朗索瓦·貝魯多方強棒競選下，勒龐獲得10%的選票，排名第四未進入第二輪選舉。
1987年，勒庞在广播节目中宣称“犹太人大屠杀只不过是二战中的一个历史细节而已”引发大规模争议，被凡尔赛上诉法院判决构成为反人类罪行辩解，处以高额罚金。2013年，他再次因为纳粹德国对法国的占领辩护而被巴黎上诉法院处以3个月缓刑监禁加罚金。
2011年1月16日，勒龐卸任民族陣線黨魁一職，由小女儿玛丽娜·勒庞繼任。2015年8月21日，勒龐因堅持主張帶有新納粹色彩的反猶太主義立場，被玛丽娜·勒庞領導的民族陣線開除黨籍。
在2015年11月巴黎襲擊事件發生後，勒龐要求重新啟用斷頭台用來處決恐怖份子。
2019年，因涉嫌诈领欧洲议员助理费，勒庞被立案调查。2024年4月，勒龐在家人的要求下因身体健康原因豁免出庭。
2025年1月7日，勒庞逝世於巴黎附近的加尔什，終年96歲，当天法国多个城市出现庆祝集会。同年1月30日晚，勒庞位于布列塔尼大区滨海拉特里尼泰公墓的墓地被不明人士用大锤砸毁。